# Oliver Batista Meier
Oliver Batista Meier (Kaiserslautern, 16 de febrero de 2001) es un futbolista profesional que juega como centrocampista en el SC Preußen Münster de la 2. Bundesliga.

## Carrera
Hizo su debut profesional con el Bayern de Múnich II el 20 de julio de 2019, siendo titular en un partido de la 3. Bundesliga ante el Würzburger Kickers.
El 30 de mayo de 2020, en un partido ante el Fortuna Düsseldorf, realizó su debut con el Bayern de Múnich en un partido de 1. Bundesliga al sustituir a Serge Gnabry a los 78' del partido.
El 10 de septiembre del mismo año fue cedido al S. C. Heerenveen una temporada. Tras la misma regresó a Múnich antes de abandonar el club de manera definitiva el 3 de enero de 2022 para jugar en el Dinamo Dresde. Un año después empezó a acumular cesiones en el S. C. Verl y el Grasshoppers.
El 15 de enero de 2025 abandonó definitivamente el equipo de Dresde para jugar en el SSV Ulm 1846 hasta junio de 2027. Sin embargo, tras solo media temporada se marchó al SC Preußen Münster.

## Selección nacional
Luego de jugar con las selecciones sub-15, sub-16, sub-17 y sub-19 de Alemania, en diciembre de 2019 cambió su federación y fue llamado por la selección de fútbol sub-20 de Brasil para disputar dos partidos amistosos ante Perú y Colombia respectivamente.

## Palmarés

### Títulos nacionales
| Título           | Club                | País     | Año     |
| ---------------- | ------------------- | -------- | ------- |
| Bundesliga       | Bayern de Múnich    | Alemania | 2019-20 |
| 3. Liga          | Bayern de Múnich II | Alemania | 2019-20 |
| Copa de Alemania | Bayern de Múnich    | Alemania | 2019-20 |

### Distinciones individuales
| Distinción                                                          | Año  |
| ------------------------------------------------------------------- | ---- |
| Medalla Fritz Walter de Plata al mejor futbolista menor de 17 años. | 2018 |